# Tariq Kabbage
Tariq Kabbage est un homme politique marocain, né en 1948 à Agadir. Il est maire de la ville d'Agadir entre 2009 et 2015, pour le compte de l'Union socialiste des forces populaires (USFP).

## Biographie

### Origines et études
Tariq Kabbage est né d'un père marocain et d'une mère française, infirmière de profession. Il effectue ses études à Agadir avant de s'envoler à Toulouse, d'où il revient avec un diplôme en chimie. 
Il donne des cours à l'Université Mohammed V de Rabat jusqu'en 1984, l'année ou son père meurt.

### Parcours d'homme d'affaires
Il hérite de son père Abbès Kabbage des fermes d'Ouled Teima (Houara) à 44 km d'Agadir, il les développe pour en faire un des grands patrimoines du sud du Maroc. Dans la province de Taroudant, il acquiert une grande ferme à Sebt el-Guerdane. Le laboratoire est dédié à la création de nouvelles variétés d'agrumes et de jeunes plants. Il détient l'exclusivité dans la variété de clémentines « guerdane ». Le Groupe Kabbage qui comprend également les domaines Abbès Kabbage (DAK) 1 635 hectares mais aussi Kabbage Souss, Kabbage Massa et station d'emballage et de conditionnement, exporte 30 % de sa production d'agrumes. Il gère aussi avec son frère Khalid Chems une société de promotion immobilière, notamment à Dakhla avec une ferme de 30 ha, et exploite dans le Gharb des terrains agricoles de 1000 ha de la Sodea-Sogeta. Il a investi au Brésil dans l'agriculture au côté de Aziz Akhennouch.

### Parcours politique
Il fait ses débuts en politique en tant que membre du premier bureau de la jeunesse ufpéiste en 1975. 
Il est élu au conseil lors des élections communales de 2009, puis le 23 juin 2009, il est porté à la mairie de la ville d'Agadir pour un mandat de six ans. Il démissionne de ce poste au mois d'août 2011 pour des raisons qu'il développe dans un courrier publié notamment sur son blog mais à la suite d'une réunion avec des membres du bureau national de l'USFP, il a mis en suspens sa décision à condition que son parti le soutienne.